# لیئون
شهر لیئون (به فرانسوی: Liévin) در شهرستان پا-دو-کاله در ناحیه شمال کاله با جمعیت ۳۲٬۵۶۵ نفر در کشور فرانسه واقع شده‌است